# Carl Andersson i Malmö
Carl August Andersson, i riksdagen kallad Andersson i Malmö, född 9 september 1841 i Malmö, död 20 februari 1907 i Malmö, var en svensk boktryckare och riksdagsman. 
Andersson var ledamot i styrelsen för Malmö hantverksförening, i styrelsen för Malmö föreläsningsförening och i styrelsen för Malmö nya arbetareförening (se August Schmitz). Andersson var 1881–99 ledamot av andra kammaren, invald i Malmö stads valkrets.
Carl August erhöll bevis som boktryckare och öppnade 1869 i kompanjonskap med boktryckerikonstförvanten Georg Alfred Nilsson ett boktryckeri vid Rundelsgatan 33. Tryckeri Aktiebolaget C.A. Andersson & Co finns fortfarande kvar och är representerade i Malmö, Göteborg, Ystad och Simrishamn.